# Cyperus mwinilungensis
Cyperus mwinilungensis là loài thực vật có hoa trong họ Cói. Loài này được Podlech mô tả khoa học đầu tiên năm 1961.